# Шацили (Білостоцький повіт)
Шацили (пол. Szaciły) — село в Польщі, у гміні Добжинево-Дуже Білостоцького повіту Підляського воєводства.
Населення — 48 осіб (2011).
У 1975-1998 роках село належало до Білостоцького воєводства.

## Демографія
Демографічна структура станом на 31 березня 2011 року:
|          | Загалом | Допрацездатний вік | Працездатний вік | Постпрацездатний вік |
| -------- | ------- | ------------------ | ---------------- | -------------------- |
| Чоловіки | 21      | 9                  | 10               | 2                    |
| Жінки    | 27      | 8                  | 13               | 6                    |
| Разом    | 48      | 17                 | 23               | 8                    |